# 11 يوما في مايو (فلم)
11 يوماً في مايو هو فيلم وثائقي فلسطيني عُرِض عام 2022 من إخراج مشترك للمخرج الفلسطيني محمد الصواف والمخرج البريطاني مايكل وينتربوتوم، هو إنتاج مشترك لشركتي "ألف ملتيميديا الفلسطينية" و”ريفليوشين فيلمز البريطانية" تم تصويره عام 2021 ومدته 85 دقيقة، كان عرضه الأول في لندن تزامناً مع الذكرى الأولى للعدوان في صالات سينما "بيكتشر هاوس" البريطانية، كما عُرِضَ في 27 دار عرض في بريطانيا، يرمز اسمه إلى عدد أيام العدوان الإسرائيلي على غزة في مايو 2022، وتم تقديمه كنصب تذكاري للشهداء من الأطفال الذين سقطوا أثناء العدوان على غزة. نال الفيلم جائزة مهرجان "تورناي رامدام/ الفيلم المزعج" السينمائي في مدينة تورنيه غرب بلجيكا، كأكثر فيلم إثارة للقلق.

## القصة
يروي الفيلم قصص 64 طفلاً استشهدوا في غزة نتيجة العدوان الإسرائيلي على القطاع عام 2022، من خلال أرشيف ذكراياتهم وشهادة أهلهم عن تفاصيل أحلامهم وحياتهم حيث تم تسجيلها بشكل معبر عبر موسيقى تصويرية دون أي تعليقات سياسية، ليركز على حقيقة أنه سيكون هناك أطفال يفقدون مستقبلهم كلما اندلعت حرب، تُرجِمت جميع المقابلات ورُويت بصوت الممثلة العالمية البريطانية كيت وينسليت.

## روابط خارجية
- مقالات تستعمل روابط فنية بلا صلة مع ويكي بيانات